# Уткино (Аксубаевский район)
Уткино (тат. Уткино) — деревня в Аксубаевском районе Республики Татарстан России. Входит в состав Староильдеряковского сельского поселения.

## География
Деревня находится в южной части Татарстана, в лесостепной зоне, в пределах восточной части Заволжской низменности, на правом берегу реки Уишь, к северу от автодороги 16К-0102, на расстоянии примерно 6 километров (по прямой) к северо-востоку от Аксубаева, административного центра района. Абсолютная высота — 124 метра над уровнем моря.

### Климат
Климат характеризуются как умеренно континентальный, с продолжительной умеренно холодной зимой и тёплым влажным летом. Среднегодовая температура воздуха составляет 3,8 °С. Средняя температура воздуха самого холодного месяца (января) — −11,8 °C; самого тёплого месяца (июля) — 19,5 °C. Среднегодовое количество атмосферных осадков составляет 517 мм, из которых около 365 мм выпадает в период с апреля по октябрь.

### Часовой пояс
Деревня Уткино, как и весь Татарстан, находится в часовой зоне МСК (московское время). Смещение применяемого времени относительно UTC составляет +3:00.

## История
Основана в конце XVIII века (предположительно в 1780 году) под названием Новопоселённая Тарханка. До реформы 1861 года жители относились к категории государственных крестьян. Занимались земледелием и скотоводством, а также колёсным промыслом. В начале XX века деревня входила в состав Староильдеряковского сельского общества Аксубаевской волости Чистопольского уезда Казанской губернии, относилась к приходу Троицкой церкви села Аксубаево. Функционировала земская школа.
По X ревизии 1858 года в деревне проживало 182 человека (90 мужчин, 92 женщины), по переписи 1897 года — 353 человека (179 мужчин, 174 женщины). По данным волостных правлений на 1906 год — 424 жителя (223 мужчины, 201 женщина) в 78 хозяйствах.
С 1920 года — в составе Чистопольского кантона ТАССР. В 1923 году часть жителей основала нынешнюю деревню Тарханка. В 1930 году деревня под названием посёлок Уткинск вошла в состав Тарханского сельсовета Аксубаевского района. В 1948 году — посёлок Уткино в Старо-Ильдеряковском сельсовете, в 1963—65 годах в Октябрьском сельском районе.
В 1930 году организован колхоз «Заря», позже вошедший в состав колхоза имени Красных Героев села Старое Ильдеряково. В 1950-х годах действовали начальная школа и сельский клуб.

## Население
По переписи 2010 года в деревне проживала 1 женщина. В 2002 году — 2 человека (1 мужчина, 1 женщина).
| 1858 | 1897 | 1906 | 1920 | 1926 | 1938 | 1949 | 1958 | 1970 | 1979 | 1989 | 2002 | 2010 |
| ---- | ---- | ---- | ---- | ---- | ---- | ---- | ---- | ---- | ---- | ---- | ---- | ---- |
| 182  | 353  | 424  | 481  | 261  | 241  | 184  | 149  | 75   | 31   | 18   | 2    | 1    |

### Национальный состав
До революции в деревне проживали чуваши и татары. В 1930 году преобладали чуваши, в 1948 году — русские и татары. По переписи 1989 года русские составляли 61 %, татары — 22 % из 18 человек. По переписи 2002 года в национальной структуре населения русские составляли 100 % из 2 человек.